# 鄭鵬飛
郑鹏飞（1993年4月7日—）是中国靜水皮划艇运动员。2007年，他在中国广东省顺德市业余体校學習靜水皮划艇項目。他与另一位靜水皮划艇運動員搭档刘浩一起参加了2020年夏季奥林匹克运动会男子雙人靜水皮划艇1000米项目并获得银牌。